# Champlive
Champlive település Franciaországban, Doubs megyében. Lakosainak száma 250 fő (2022. január 1.). Champlive Ougney-Douvot, Osse és Bouclans községekkel határos.

## Népesség
A település népességének változása:
| Lakosok száma | 122  | 168  | 192  | 263  | 260  | 257  | 248  | 246  | 245  | 250  |
|               | 1968 | 1982 | 1990 | 2006 | 2013 | 2015 | 2017 | 2019 | 2020 | 2022 |